# L'armata Brancaleone

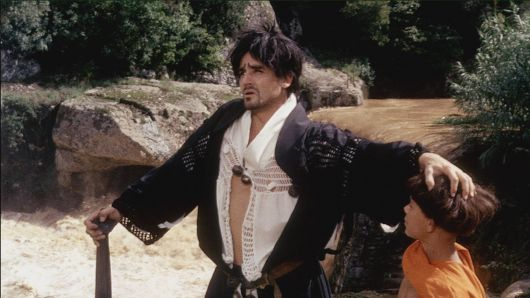
Vittorio Gassman (como Brancaleone da Nórcia) no centro da foto, com Gianluigi Crescenzi (como Taccone) em cena do filme "O Incrível Exército de Brancaleone" (1966)

L'armata Brancaleone (Brasil: O Incrível Exército de Brancaleone / Portugal: O Capitão Brancaleone) é um filme de comédia e aventura italiano lançado em 1966, dirigido por Mario Monicelli. Possui Vittorio Gassman no papel principal. Foi exibido no Festival de Cinema de Cannes no mesmo ano em que foi lançado.
O filme, considerado um clássico, retrata os costumes da cavalaria medieval através da comédia satírica. Na Itália, recebeu o prêmio de melhor fotografia, melhor figurino e melhor trilha sonora. É inspirado no Dom Quixote, de Miguel de Cervantes.[carece de fontes?] No enredo, Brancaleone e seus homens enfrentam perigos como a peste negra, os sarracenos, os bizantinos e bárbaros, focalizando temas como as relações sociais do feudalismo e o poder da Igreja Católica. O contexto histórico é a Baixa Idade Média, quando o trinômio peste,  fome e guerra marca a crise do século XIV e do sistema feudal.
Em 1970, Mario Monicelli dirigiu a continuação, intitulada Brancaleone alle Crociate (br: Brancaleone e as Cruzadas/pt: Uma aventura nas Cruzadas).

## Sinopse
O filme é considerado um expoente de um gênero clássico do cinema italiano conhecido Commedia all'italiana e retrata os costumes da cavalaria medieval através da sátira, mostrando um jovem aristocrata chamado Brancaleone (Vittorio Gassman) que, educado no código de cavalaria da ética, deve reivindicar uma alegada herança que consiste em um feudo. Por isso, Brancaleone recorre ao apoio de um punhado de bandidos mal armados e muito temerosos, que só procuram fugir das agruras do banditismo sem correr grandes riscos, e a quem o protagonista da fantasia chama seriamente de "meu exército" (chamado armata em italiano). A ingenuidade e a falta de coragem de Brancaleone e seu temido "exército" causam situações irônicas e humorísticas, enquanto o grupo de aventureiros mal equipados busca realizar sua missão.

## Elenco principal
- Vittorio Gassman...Brancaleone da Nórcia
- Gian Maria Volonté...Teofilatto Dei Lionzi
- Catherine Spaak...Matelda
- Enrico Maria Salerno...Zenone
- Carlo Pisacane...Abacuc
- Ugo Fangareggi...Mangoldo
- Gianluigi Crescenzi...Taccone
- Folco Lulli...Peccoro
- Barbara Steele...Teodora
- Maria Grazia Buccella...La vedova
- Alfio Caltabiano...Arnolfo Mão-de-ferro